# Chris Bailey
Christopher "Chris" Bailey, född 29 november 1956 i Nanyuki i Kenya, död 9 april 2022 i Haarlem i Nederländerna, var en australisk sångare, musiker och textförfattare i bandet The Saints.
Chris Bailey föddes i Kenya av irländska föräldrar. Han bodde sedan i Belfast fram till sju års ålder, då familjen flyttade till Australien. Han var förgrundsfigur i det legendariska bandet The Saints. Bandet slog igenom i slutet av sjuttiotalet med "(I'm) Stranded" i Storbritannien. Originalmedlemmarna Ed Kuepper, Ivor Hay och Kym Bradshaw lämnade tidigt bandet och flyttade tillbaka hem till Australien.
Bailey fortsatte med bandet, men spelade även in en rad soloalbum och framträdde inte bara som sångare och gitarrist i The Saints, utan även som soloartist.
Bailey medverkade också som sångare på plattor av andra framträdande artister, så som i "Bring it On" på Nick Cave and the Bad Seeds album Nocturama 2003, där han sjöng duett med Nick Cave.

## Soloalbum
- Casablanca (1983)
- What we did on our holidays (1984)
- Demons (1991)
- Savage Entertainment (1992
- 54 Days at Sea (1994)
- Encore (1995)
- Bone Box (2005)